# Welsh Cup 1900-01
Welsh Cup 1900–01 var den 24. udgave af Welsh Cup, og turneringen havde deltagelse af 20 hold. Det var det laveste antal hold siden sæsonen 1884-85, hvor der kun deltog 18 hold. Finalen blev spillet den 8. april 1901 på Racecourse Ground i Wrexham, hvor Oswestry United FC sikrede sig sin første triumf i Welsh Cup ved at besejrde Druids FC med 1-0.

## Resultater

### Første runde
På grund af det lave antal hold, var alle holdene oversiddere i første runde.

### Anden runde
| Dato   | Kamp                                            | Res. |
| ------ | ----------------------------------------------- | ---- |
|        | Llandudno FC – Buckley Victoria FC              | w.o. |
|        | Royal Welsh Warehouse Newtown FC – Welshpool FC | 2–1  |
|        | Knighton FC – Llandrindod Wells FC              | 2–4  |
|        | Rogerstone FC – Barry Unionists FC              | 1–1  |
| Omkamp |                                                 |      |
|        | Barry Unionists FC – Rogerstone FC              | 0–2  |

### Tredje runde
| Dato         | Kamp                                          | Res. |
| ------------ | --------------------------------------------- | ---- |
|              | Aberystwyth Town FC – Aberdare FC             | 1–2  |
|              | Chirk AAA FC – Llandudno FC                   | w.o. |
|              | Rhyl FC – Rogerstone FC                       | 5–1  |
|              | Portmadoc FC – Druids FC                      | 0–3  |
|              | Royal Welsh Warehouse Newtown FC – Bangor FC  | 2–2  |
|              | Broughton United FC – Carnarvon Ironopolis FC | 2–1  |
|              | Llandrindod Wells FC – Flint FC               | w.o. |
|              | Oswestry United FC – Towyn Rovers FC          | w.o. |
| Omkamp       |                                               |      |
|              | Bangor FC – Royal Welsh Warehouse Newtown FC  | [0]? |
| Anden omkamp |                                               |      |
|              | Bangor FC – Royal Welsh Warehouse Newtown FC  | w.o. |

### Kvartfinaler
| Dato | Kamp                               | Res. |
| ---- | ---------------------------------- | ---- |
|      | Druids FC – Bangor FC              | 4–1  |
|      | Llandrindod Wells FC – Rhyl FC     | 2–3  |
|      | Oswestry United FC – Aberdare FC   | 4–1  |
|      | Chirk AAA FC – Broughton United FC | 4–0  |

### Semifinaler
Semifinalerne blev spillet på neutral bane.
| Dato   | Kamp                         | Res. | Spillested                 |
| ------ | ---------------------------- | ---- | -------------------------- |
| 23.2.  | Oswestry United FC – Rhyl FC | 1–1  | Racecourse Ground, Wrexham |
| 8.3.   | Druids FC – Chirk AAA FC     | 2–1  | Cricket Field, Oswestry    |
| Omkamp |                              |      |                            |
| 30.3.  | Oswestry United FC – Rhyl FC | 1–0  | Racecourse Ground, Wrexham |

### Finale
| Dato | Kamp                           | Res. | Tilskuere | Spillested                 |
| ---- | ------------------------------ | ---- | --------- | -------------------------- |
| 8.4. | Oswestry United FC – Druids FC | 1–0  | 5.000     | Racecourse Ground, Wrexham |